# Samanes
Samanes es un despoblado medieval de la provincia de Zaragoza (Aragón, España), situado en las cercanías de la localidad de Cunchillos, en el término  municipal de Tarazona.
Se puede acceder al lugar desde la carretera que va desde Tarazona en dirección a Cunchillos, existe un desvío donde se indica camino de Samanes  que lleva al lugar donde, tras unos dos kilómetros de carretera asfaltada, nos encontraremos con la Torre de Samanes, prácticamente el único vestigio del lugar.